# Квантовая память
Квантовая память — средство хранения информации при квантовых вычислениях. Квантовая память — разрабатываемое устройство для хранения квантовой информации. Одним из вариантов реализации квантовой памяти является копирование состояний фотонов на квантовые спиновые состояния атомов. Другие варианты хранения квантовой информации — в виде отдельных фотонов, не связаны с её сохранением в спиновых системах.